# Исаија Ростовски
Исаија Ростовски је руски православни светитељ и епископ ростовски из 11. века.

## Биографија
Родом је из Кијевске области. Замонашио се у манастиру Кијевско-печерске лавре у време светог Теодосија Печерског.
1062. године је изабран за игумана манастира великог мученика Димитрија у Кијеву.
За епископа ростовског изабран је након смрти епископа Леонтија Ростовског 1077. године. Проширио је хришћанство у Ростовској области, која је била у то време у значајној мери паганска. Саградио је и обновио велики број хришчанских храмова и цркава.
Умро је 15. маја 1090. године. Канонизован је 1474. године.
Православна црква га прославља 15. маја по јулијанском календару.